# Buhoma
Buhoma es un género conocido de serpientes de la familia Lamprophiidae. Se distribuyen por el África subsahariana.

## Especies
Se reconocen las siguientes especies:
- Buhoma depressiceps (Werner, 1897)
- Buhoma procterae (Loveridge, 1922)
- Buhoma vauerocegae (Tornier, 1902)